# Lorenzo Antonio de Granda y Balbín
Lorenzo Antonio de Granda y Balbín (Lastres, Asturias (España), 13 de junio de 1651 - Ujarrás, 18 de octubre de 1712) fue un militar español, que fue gobernador de la provincia de Costa Rica.de 1707 a 1712.

## Datos familiares
Hijo de Juan de Granda y Catalina de Balbín Hevía. Casó en octubre de 1712 en Ujarrás, Costa Rica, en su lecho de muerte, con Nicolasa Guerrero Enciso de Hita, que le había dado una hija, Antonia Granda (1708-1747), quien casó en Ujarrás en 1728 con don Tomás de la Madriz Monsalve.

## Carrera militar y administrativa
Sirvió en la armada y en los ejércitos de Flandes, Cataluña y Navarra, y se destacó especialmente por su valor en las guerras de Hungría contra los turcos, especialmente en la batalla de Mohács en 1687 y en la toma de Belgrado en 1688, acción en la que fue gravemente herido. 
En América fue alcalde mayor de las minas de Pamplona en Nueva Granada de 1698 a 1699, y de 1699 a 1703 gobernador y capitán general interino de la provincia de Santa Marta. 

## Gobernador de Costa Rica
El 5 de mayo de 1703 el rey Felipe V lo nombró gobernador de Costa Rica. Tomó posesión el 1° de mayo de 1707 de ese cargo, que había estado ejerciendo interinamente Diego de Herrera Campuzano desde 1704. 
Efectuó un extenso recorrido por la provincia y trató de poner fin al uso de mano de obra indígena y negra en las haciendas cacaoteras de Matina, por motivos de seguridad, pero tuvo que revocar sus medidas en tal sentido. Durante toda su administración tuvo constantes conflictos con los vecinos de Cartago y especialmente con el Cabildo de la ciudad. Sin embargo, también fue acusado de graves crueldades con los indígenas.
En marzo de 1709 fue nombrado para sucederlo el exgobernador Francisco Serrano de Reyna y Céspedes, pero este murió en Veragua, provincia de la cual era gobernador, en abril de 1712, antes de asumir el cargo.
Le correspondió enfrentar la crisis provocada por la sublevación de los indígenas de Talamanca, que en septiembre de 1709 se rebelaron al mando de Pablo Presbere, quemaron iglesias, destruyeron una serie de pueblos y asesinaron a dos frailes, una mujer, un niño y varios soldados. En enero de 1710, el gobernador marchó a castigar a los sublevados y se acuarteló en Boruca, mientras sus lugartenientes efectuaban correrías por diversos lugares y capturaban prisioneros. Entre estos figuró Pablo Presbere, que fue enjuiciado en Cartago por el gobernador, condenado a muerte y arcabuceado el 4 de julio de 1710.
Debido a graves quebrantos en su salud, que incluso le hicieron perder el habla, a mediados de 1711 entregó el poder al teniente de gobernador José de Casasola y Córdoba y se trasladó a Nicaragua en busca de un médico. El 8 de enero de 1712, estando todavía ausente, el cabildo de Cartago lo declaró inepto e intentó destituirlo. La Real Audiencia de Guatemala intervino y envió al exgobernador Diego de Herrera Campuzano a investigar los hechos e instruir la causa respectiva, que fue fallada en contra de los integrantes del Cabildo, aunque ya para entonces había fallecido el gobernador.
Fue sucedido interinamente por el teniente de gobernador José de Casasola y Córdoba.